# Mittenothamnium reptans
Mittenothamnium reptans är en bladmossart som beskrevs av Jules Cardot 1913. Mittenothamnium reptans ingår i släktet Mittenothamnium och familjen Hypnaceae. Inga underarter finns listade i Catalogue of Life.